# Droga N302 (Holandia)
Droga prowincjonalna N302 (nid. Provinciale weg 302) – droga prowincjonalna w Holandii. Przebiega przez trzy prowincje: Holandia Północna, Flevoland i Geldria, od miasta Hoorn do wioski Kootwijk. Pomiędzy Enkhuizen, a Lelystad na odcinku o długości 30 km droga przebiega przez wybudowaną na jeziorze IJsselmeer zaporę Houtribdijk.